# 宮鴻曆
宮鴻歷（1656年—？），字友鹿，別字恕堂，江南泰州人，祖籍直隸靜海。

## 生平
生於清世祖順治十三年，少以詩聞名。廪贡生，四十歲以後游京師，在蕭寺中讀書。康熙四十五年（1706年）丙戌科二甲十八名進士，授翰林院編修。卒年不詳。著有《恕堂诗》。